# Тимино (Марий Эл)
Тимино (мар. Тиман почиҥга) — деревня в Сернурском районе Республики Марий Эл. Входит в состав Дубниковского сельского поселения.

## География
Находится в северо-восточной части республики Марий Эл у северо-западной окраины районного центра посёлка Сернур.

## История
Известна с 1858 году как починок При Ведексеевской мельнице с населением 216 человек. В 1884 году в деревне при Ведексеевской мельнице числилось 7 дворов, 57 человек, мари. В 1925 году в деревне Тимино в 18 дворах проживали 73 человека, мари. В 1927 году числилось 18 хозяйств и 82 человека, в 1930 году — 99 человек, мари. В 1973 года в состав Тимино включили деревню Лапка Памаш. В 1975 году здесь насчитывалось 36 хозяйств, проживали 135 человек, в 1988 году в 32 домах проживали 111 человек, в 1996 году в 30 дворах проживали 93 человека. В 2004 году оставалось 40 домов. В советское время работали колхозы «У Тиман», «Трактор» и «Коммунар».

## Население
Население составляло 105 человек (мари 91 %) в 2002 году, 131 в 2010.